# HD 10180の惑星

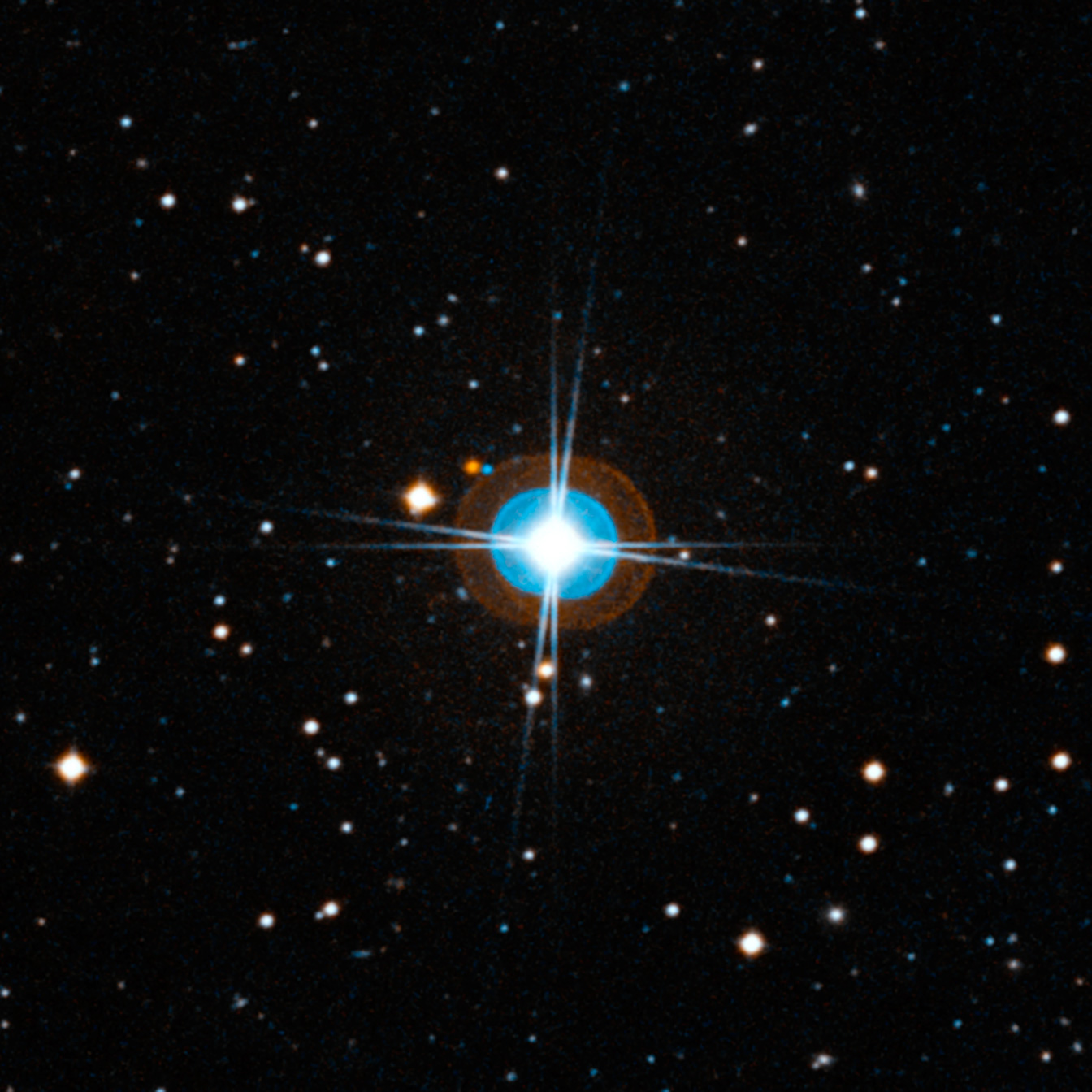
主星HD 10180

HD 10180の惑星では、太陽に似た恒星（G型主系列星）で地球からみずへび座の方向に127光年離れた位置にあるHD 10180の周りを公転する太陽系外惑星HD 10180 b、HD 10180 c、HD 10180 d、HD 10180 e、HD 10180 f、HD 10180 g、HD 10180 h、HD 10180 i、HD 10180 jについて述べる。
これらの惑星については、用いられた観測方法の特性により、惑星系全体としての各惑星の公転軌道や公転周期については高精度で求まっているが、個々の惑星については下限質量や惑星の型といった限られた情報しか求めることができていない。

## 惑星の数
恒星HD 10180を公転する惑星については、全部で7個の存在が確定しており他に未確定なものが2個ある。確定数7個はグリーゼ581系やケプラー11系の6個を上回り、太陽系以外の惑星系ではケプラー90の8個に次ぐ数を誇る。未確定なものを含めれば太陽系の惑星の数である8個を上回る。仮に存在しなかったとしても、h、jは初めて振られた惑星系における伴星の符号となる。
これらの惑星は、はじめにcからgまでが2010年までに発見され存在が確定された。bとhの存在も同時に示唆されていたが、この時点では存在が未確定であった。そして2012年になってbとhの存在が確定し、新たにiとjの存在が示唆された。iとjが存在する可能性は高いが、その数値は判断基準を少し超える程度である。これら未確定の惑星が実際に存在するか否かで、軌道の性質や質量などの各種値が若干変化する。

## 軌道の性質

HD 10180系の確定している7個の惑星の軌道。位置は2006年9月26日におけるもの。

測定されたHD 10180系の惑星の軌道要素は非常に精度がよく、特にb・c・d・e・fに関しては誤差が0.1%未満である。これは2012年現在、最も高い精度で軌道要素が求まっている太陽系以外の惑星系ということになる。またこの高精度の測定結果により、通常は困難である小質量で恒星に及ぼす影響が微小な未確定の惑星の存在可能性を指摘することができた。
HD 10180系は非常にコンパクトにまとまっており、最も外側を公転するhでも太陽系における小惑星帯の外側（従って木星軌道の内側）に相当する軌道である。一方で水星軌道の内側に相当する範囲には、確定している惑星だけでも4個、未確定のものを含めればさらに2個が存在することとなる。
最も内側を公転するbは、HD 10180からの距離が水星軌道の6%相当しかなく、公転にたった1日と4時間しかかからない。逆に最も外側を公転するhは、3.4AUから3.5AUのところを公転しており、公転には6年以上かかる。これはかなり極端な関係で、太陽系では太陽の周りを公転する最も外側の惑星である海王星が1周する間に最も内側の惑星である水星は約688周するが、HD 10180の周りをhが1周する間にbは約1950周もする計算となる。
HD 10180系は惑星間で軌道共鳴をしていると考えられている。存在が確定しているbからhの惑星は、 内側からそれぞれ 2：10：30：90：225：1125：4125 という軌道共鳴をしている。これはそれぞれb：c = 1：5、c：d = 1：3、d：e = 1：3、e：f = 2：5、f：g = 1：5、g：h = 3：11の比率である。また、存在が未確定であるiとjを加えると軌道共鳴が若干変化し、c：i：d = 1：2：3、e：j：f = 1：2：3 となる。
各惑星の公転軌道の離心率はそのほとんどが0.1以下と円軌道に近い。0.1以上の値を持つ惑星の離心率は未確定の惑星の存在で変わってくる。中には離心率が0.5近くに達する可能性のある惑星もあるが、おそらくは0.2以内に収まると考えられている。

## 物理的性質
HD 10180系の惑星はドップラー分光法で観測されたものであるが、この観測法では惑星の下限質量しか求まらないという特有の問題があるため、物理的性質は推定となる。
最も内側を公転するbはHD 10180系で最も軽い惑星で、地球質量の約1.3倍の地球型惑星と推定されている。最も外側を公転するhは最も重い惑星で、木星質量の1/5倍（地球質量の約65倍）の木星型惑星と推定されている。存在が不確定なiとjは、それぞれ地球質量の約2倍と約5倍と、bより質量が大きいため、スーパーアースに分類される重い地球型惑星の可能性が高い。残りの惑星は全て地球質量の10倍から30倍の天王星型惑星であると推定されている。つまり、未確定なものも含めれば、水星軌道の内側に地球型惑星と天王星型惑星がそれぞれ3つずつ収まっている事になる。
地球型惑星と推定されている惑星 (b・i・j) はいずれもHD 10180から非常に近い。最も距離があるjでも水星軌道の内側である。加えてHD 10180も太陽の1.5倍の明るさを持つ恒星のため、これらの惑星の表面は非常に高温であると考えられ、生命の存在を想定することはできない。

## データ
先述の通り、HD 10180の惑星の個々の物理量は、データの微妙な差異を未知の惑星によるものとするか否かで少し変わってくる。以下の表はそれを考慮して2通りのデータを掲載する。
| 名 前 | 公転周期               | 公転周期                     | 公転半径               | 公転半径               | 離心率           | ω (度) | M0 (度) | 下限質量         | 下限質量            |
| 名 前 | (日)                   | (年)                         | (AU)                   | (億km)                 | 離心率           | ω (度) | M0 (度) | (ME)             | (MJ)                |
| ----- | ---------------------- | ---------------------------- | ---------------------- | ---------------------- | ---------------- | ------ | ------- | ---------------- | ------------------- |
| c     | 5.7596 +0.0010 −0.0008 | 0.015780 +0.000003 −0.000002 | 0.0641 +0.0032 −0.0033 | 0.0959 +0.0048 −0.0049 | 0.06 +0.11 −0.06 | 5.8    | 4.7     | 13.2 +1.9 −2.0   | 0.042 ± 0.006       |
| d     | 16.354 ± 0.014         | 0.04481 ± 0.00004            | 0.1287 +0.0062 −0.0067 | 0.1925 +0.0093 −0.0100 | 0.12 +0.17 −0.12 | 5.8    | 5.8     | 11.8 +2.4 −2.3   | 0.037 +0.008 −0.007 |
| e     | 49.74 +0.08 −0.07      | 0.1363 ± 0.0002              | 0.270 +0.013 −0.014    | 0.404 ± 0.02           | 0.01+0.13 −0.01  | 2.6    | 3.7     | 25.6 ± 4.1       | 0.081 ± 0.013       |
| f     | 122.76 +0.68 −0.61     | 0.336 ± 0.001                | 0.491 +0.027 −0.023    | 0.735 +0.040 −0.034    | 0.06 +0.20 −0.06 | 5.8    | 4.9     | 23.1+5.3 −4.9    | 0.073+0.017 −0.015  |
| g     | 603 +39 −35            | 1.65 +0.11 −0.10             | 1.42 +0.10 −0.09       | 2.12 +0.15 −0.14       | 0.05 +0.44 −0.05 | 6.0    | 4.5     | 19.4 +10.4 −9.2  | 0.061 +0.033 −0.029 |
| h     | 2270 +400 −250         | 6.219 +1.10 −0.685           | 3.44 +0.44 −0.29       | 5.15 +0.66 −0.43       | 0.03+0.28 −0.03  | 2.8    | 3.7     | 64.5 +14.4 −13.0 | 0.203 +0.045 −0.041 |

| 名前 | 公転周期                  | 公転周期                           | 公転半径               | 公転半径               | 離心率           | ω (度) | M0 (度) | 下限質量        | 下限質量               |
| 名前 | (日)                      | (年)                               | (AU)                   | (億km)                 | 離心率           | ω (度) | M0 (度) | (ME)            | (MJ)                   |
| ---- | ------------------------- | ---------------------------------- | ---------------------- | ---------------------- | ---------------- | ------ | ------- | --------------- | ---------------------- |
| b    | 1.17766 +0.00021 −0.00022 | 0.00322647 +0.00000058 −0.00000060 | 0.0222 ± 0.0011        | 0.0332 ± 0.0016        | 0.05 +0.49 −0.05 | 0.7    | 1.2     | 1.3 ± 0.8       | 0.0041 ± 0.0025        |
| c    | 5.75973 +0.00074 −0.00083 | 0.0157801 +0.000020 −0.0000023     | 0.0641 +0.0030 −0.0031 | 0.0959 +0.0045 −0.0046 | 0.07 +0.09 −0.07 | 5.8    | 4.7     | 13.0 +2.0 −1.8  | 0.0409 +0.0063 −0.0057 |
| i    | 9.655 +0.022 −0.072       | 0.0265 +0.0001 −0.0002             | 0.0904 +0.0043 −0.0047 | 0.135 +0.006 −0.007    | 0.05 +0.23 −0.05 | 2.4    | 1.6     | 1.9 +1.6 −1.8   | 0.0060 +0.0050 −0.0057 |
| d    | 16.354 +0.012 −0.013      | 0.044805 +0.000033 −0.000036       | 0.1284 +0.0062 −0.0061 | 0.1921 +0.0093 −0.0091 | 0.11 +0.13 −0.11 | 5.6    | 6.0     | 11.9 +2.3 −2.0  | 0.0374 +0.0072 −0.0063 |
| e    | 49.75 ± 0.07              | 0.1363 ± 0.0002                    | 0.270 ± 0.013          | 0.404 ± 0.019          | 0.01 +0.10 −0.01 | 1.6    | 2.0     | 25.0 ± 3.9      | 0.0787 ± 0.0123        |
| j    | 67.55 +0.68 −0.88         | 0.1851 +0.0019 −0.0024             | 0.330 +0.017 −0.016    | 0.494 +0.025 −0.024    | 0.07 +0.12 −0.07 | 1.6    | 6.0     | 5.1 +3.1 −3.2   | 0.016 ± 0.010          |
| f    | 122.88 +0.65 −0.60        | 0.33666 +0.00178 −0.00164          | 0.494 +0.023 −0.026    | 0.739 +0.034 −0.039    | 0.13 +0.15 −0.13 | 5.8    | 4.9     | 22.8 +5.1 −-4.2 | 0.0717 +0.0160 −0.0132 |
| g    | 596 +30 −37               | 1.63 +0.08 −0.10                   | 1.415 +0.083 −0.091    | 2.117 +0.124 −0.136    | 0.03 +0.40 −0.03 | 0.3    | 2.6     | 22.0 +8.8 −8.7  | 0.0692 +0.0277 −0.0274 |
| h    | 2300 +550 −290            | 6.30 +1.51 −0.79                   | 3.49 +0.60 −0.36       | 5.22 +0.90 −0.54       | 0.18 +0.26 −0.18 | 4.1    | 4.1     | 65.8 ± 12.9     | 0.207 ± 0.041          |

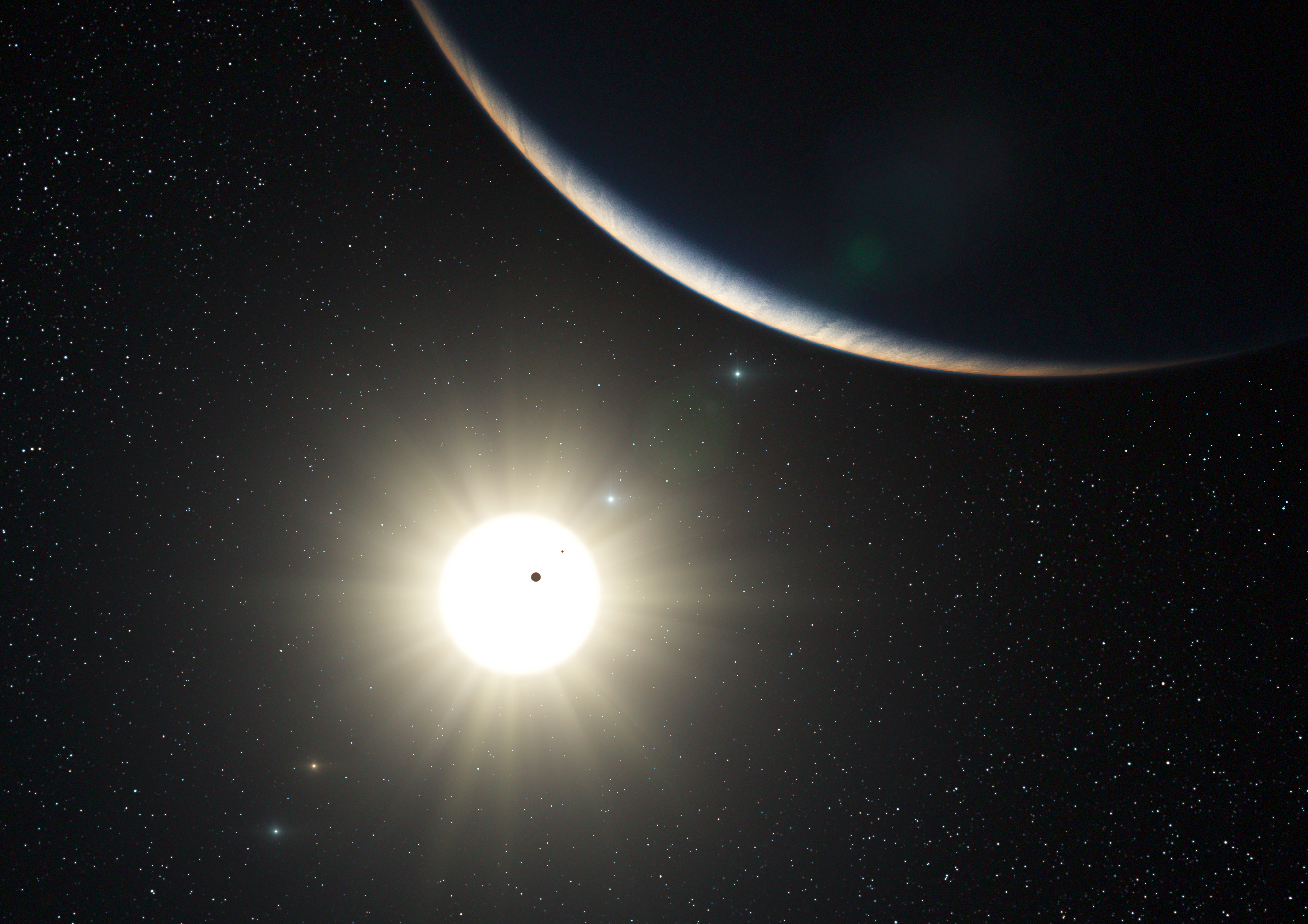
HD 10180 dからみたHD 10180 bとHD 10180 cの日面通過（想像図）

※HD 10180 iおよびHD 10180 jは、2012年現在存在が未確定。